# Hubwald Altlußheim
Der Hubwald Altlußheim ist ein ca. 210 ha großer gemeinschaftlich verwalteter Privatwald auf Altlußheimer Gemarkung, im Rhein-Neckar-Kreis im nördlichen Baden-Württemberg zwischen den Gemeinden Neulußheim, Reilingen und Waghäusel gelegen. Er wird vom Kriegbach durchflossen.
Der Nutzwald besteht überwiegend aus Kiefernwald, mit Anteilen von Douglasien, Eichen, Buchen und Linden. Seit 2011 ist der Wald PEFC-zertifiziert, seit 2003 ist er als FFH-Gebiet ausgewiesen. Teile des Hubwaldes sind Vogel- bzw. Naturschutzgebiet.

## Wortbedeutung und Organisationsform
Das Wort „Hube“ (alth. „huoba“ = kleines Gut, Bauernhof) bezeichnet einen Anteil an einer Feldgemeinschaft, also einer gemeinschaftlich genutzten land- oder forstwirtschaftlichen Fläche. Der Hubwald selbst ist dabei ein Genossenschaftswald, der in 29 Huben aufgeteilt ist, zurückgehend auf ursprünglich 29 Hübner (Anteilseigner). Diese Form des gemeinschaftlichen Waldbesitzes lässt sich im Falle des Hubwaldes bis in frühmittelalterliche Zeit zurückverfolgen. Durch die Vererbbarkeit der Anteile ist die Anzahl der Hübner heute wesentlich größer; es wird in der Regel in Anteilen von 1/8 Hub gerechnet.

## Geschichte
Das Areal des heutigen Hubwaldes weist eine lange Besiedlungsgeschichte auf, die bis in die Römerzeit zurück reicht. Eine alte Römerstraße mit noch heute sichtbarem Damm durchläuft den Hubwald in Nord-Süd-Richtung zum heutigen Ladenburg (römisch Lopodunum) und schneidet den Kriegbach. Bei Ausgrabungen in den Jahren 1956–1960 wurden im Waldareal ein römisches Gräberfeld sowie die Fundamente eines beheizbaren Gebäudes aus römischer Zeit zu Tage gefördert. Bei dem Gebäude könnte es sich möglicherweise um eine Getreidedarre handeln und sie lag etwa 150 m südlich des Gräberfeldes. Insgesamt wurden 146 Gräber freigelegt, die von der vespasianischer Zeit bis Ende des 2. Jahrhunderts / Anfang des 3. Jahrhunderts angelegt wurden. Das Areal des römischen Friedhofs wird auf etwa 30 × 50 m geschätzt. Die Siedlung dürfte südlich und westlich an der Römerstraße gelegen haben.
Die Ursprünge der Waldgenossenschaft, in deren Besitz der Hubwald noch heute ist, reichen vermutlich zurück bis ins frühe Mittelalter und begründen sich auf das alte germanische Besitzrecht der Markgenossen. Ab Mitte des 12. Jahrhunderts hatte das Kloster Maulbronn mit der Inbesitznahme der Lußheimer Gemarkung die Rolle eines Obermärkers inne, jedoch ohne eigenen Besitzanspruch auf den Hubwald, der weiterhin im erblichen Besitz der ursprünglichen Hübner blieb.
Im Jahre 1769 war das Nutzungsrecht des Genossenschaftswaldes Gegenstand eines Streites mit der 1710 gegründeten Gemeinde Neulußheim, der nach einem gescheiterten Vergleichsversuch des Herzogs von Württemberg auf dem Rechtsweg zugunsten der Altlußheimer Hübner entschieden wurde.
2003 erregte der Altlußheimer Hubwald als Tatort überregional Aufmerksamkeit, als dort der Obdachlose Johann Babies von einer Gruppe Jugendlicher misshandelt wurde und letztlich zu Tode kam. Heute markiert ein Gedenkstein den Ort des Verbrechens.